# Bolšoj Obuhovski most
Bolšoj Obuhovski most (rusko Большо́й Обу́ховский мост) je najnovejši (brez upoštevanja Oznanjenskega mostu, obnovljenega leta 2007) čez reko Nevo v Sankt Peterburgu v Rusiji. To je edini most čez Nevo, ki ni dvižni. Eden najdaljših mostov v Rusiji, je prvi fiksni most in največji most čez Nevo. Seveda je to največji most v Sankt Peterburgu po velikosti glavnega razpona (382 m). Stoji se v okrožju Nevski, v srednjem toku Neve. Povezuje avenijo Obuhovska Oboroni z nasipom Oktjabrska. Je most s poševnimi zategami; jeklene vrvi so ključni element nosilne konstrukcije. Toda kar je videti kot most, sta v resnici dva enaka mostova dvojčka z nasprotnimi smermi vozišči avtoceste. En je gorvodno od Neve (južni) in je namenjen vožnji proti vzhodu, drug dolvodno (severni) za vožnjo v zahodni smeri.

## Gradnja
Generalni projektant mostnega prehoda je bil Zavod CJSC Stroyproekt; projektant kabelskega dela je bil CJSC Giprostroymost Institute v Sankt Peterburgu; generalni izvajalec je bil OAO Mostootryad št. 19. Pri gradnji mostu so sodelovali: Voronezhstalmost, Mostootryad št. 10, Mostootryad št. 18, Mostootryad št. 90, MTF Mostootryad št. 114 in Mostootryad št. 125 del Mostotresta, (ki je sodeloval pri gradnji desnobrežnega dela mostu ter klančin na levem bregu) in drugih podizvajalcev. Most je bil zgrajen na precej težkem odseku za plovbo po Nevi, nedaleč od krivega kolenskega ovinka, a s 126 m visokimi stebri, široko razporejenimi ob bregovih Neve in visokim razponom, je most popolnoma neviden ladjam, ki plujejo ob reki. Cestna križišča z nasipom Oktjabrska in avenije Obuhovski Oborono so zapletena in če se je prvo raztezalo nekaj sto kvadratnih metrov na še vedno prostem desnem bregu Neve, je bilo drugo zgrajeno na majhnem kosu zemljišča med stanovanjskimi stavbami na Rabfakovski. Ulica in avenija Obuhovski Oboroni, kjer je poleg tega tramvajska proga in železniški tiri, ki vodijo od železniške postaje Obuhovski do tovarne Obuhovski.
Skupna dolžina mostnega prehoda, vključno s pristopnimi klančinami, je 2884 metrov, od tega je sam most 994 metrov, vključno s plovnim razponom 382 metrov. Višina razpona nad vodno gladino (razmik pod mostom) je 30 metrov, kar omogoča prost prehod velikih plovil pod mostom.
Zaradi tega mostu se je največja velikost plovil, ki lahko preidejo ob Nevi od Ladoškega jezera do zaliva Neva ali v nasprotni smeri, zmanjšala v višino za 10 m. Najmanjša podmostna dimenzija mostov čez Nevo (in glavnega plovnega kraka, Bolša Neva) je bila 40 m, določena z najnižjimi mostovi v podaljšanem položaju (Volodarski, Kuzminski in Ladoški most), vendar je Bolšoj Obuhovski 10 m nižji - samo 30 m visoko.
Leta 2003 je bil na gradbišču odprt Muzej mostu - edini muzej enega gradbenega objekta v Sankt Peterburgu. Po končani gradnji konec leta 2008 je bil muzej preseljen v Sankt Peterburg, na ozemlje podružnice OAO Mostootryad št. 19 v Krasnoem Selu. Leta 2006 je bila postavljena novoletna jelka na novozgrajenem levobrežnem stebru druge etape mostu. Zahvaljujoč pilonu je postalo najvišje božično drevo v mestu.

## Ime
To je bilo prvič v zgodovini mesta, ko je bilo ime mostu izbrano na referendumu med prebivalci Sankt Peterburga in Leningrajske oblasti. Med predlaganimi imeni je bilo na primer Most Olge Berggolts in druga. Most je poimenovan po bližnjem Obuhovskem okrožju, saj je v Sankt Peterburgu že Obukovski most. Uporablja se tudi dobro uveljavljeno ime Vesnični most, na primer na indikatorju razdalje na aveniji Obuhovsko Oboroni blizu Volodarskega mostu (22. julij 2017).
Vendar toponomastična komisija Sankt Peterburga ne namerava preimenovati mostu v Vantovi (Vančni most) niti te možnosti dodati kot enakovredno. »Takšnih napol uradnih imen imamo veliko. Živijo zase in ne posegajo v nikogar. Most Petra Velikega, avenija Staro-Nevsky, zgornje in spodnje avtoceste v okrožju Kurortny. Lahko bi tudi rekli, da nihče ne uporablja toponima Zelenogorske avtoceste, »je pojasnil član komisije A. G. Vladimirovič«.

## Odprtje
Odprtje prve etape mostu je bilo 15. decembra 2004. Bil je pomemben sestavni del obvoznice Sankt Peterburga. Pri odprtju mostu je sodeloval predsednik Ruske federacije V. V. Putin. 19. oktobra 2007 je bil odprt most dvojček - druga faza mostu - in do januarja 2008 je bil vsak most štiripasovni v eni smeri.
- Pilon Bolšoj Obuhovskega mostu
- Bolšoj Obuhovski most na ruski poštni znamki
- Pogled na most iz okrožja Rybatsky
- Večerna razsvetljava stebrov
- Fotografija z notranje strani obvoznice
- Fotografija zunanje strani obvoznice
- Sestanek avtokluba pod mostom zvečer